# Ligne de Morlaix à Carhaix
La ligne de Morlaix à Carhaix est une ancienne ligne ferroviaire française à voie métrique qui faisait partie de l'ancien Réseau Breton, située dans le département du Finistère.
Elle constituait la ligne 483 000 du réseau ferré national.

## Histoire
La loi du 17 juillet 1879 (dite plan Freycinet) portant classement de 181 lignes de chemin de fer dans le réseau des chemins de fer d’intérêt général retient en no 73, une ligne de Carhaix à ou près Quimperlé, et Carhaix à ou près Morlaix.
La ligne de Carhaix à Morlaix est déclarée d'utilité publique par une loi le 22 juillet 1881.
La ligne est concédée à titre définitif par l'État à la Compagnie des chemins de fer de l'Ouest par une convention signée entre le ministre des Travaux publics et la compagnie le 17 juillet 1883. Cette convention est approuvée par une loi le 20 novembre suivant.
La ligne a été ouverte le 28 septembre 1891 et constituait la ligne de base du Réseau Breton. Elle a été fermée au trafic voyageur en 1939 puis ouverte à nouveau en 1940 du fait de la guerre. La ligne a été fermée le 10 avril 1967. Elle n'entrait pas dans le cadre de la modernisation du Réseau Breton. La fermeture est intervenue au début de l'année du fait de la dépose des voies de liaison avec la gare de Carhaix. La ligne a été déclassée par décret le 9 août 1969.
La ligne a été réutilisée pour l'aménagement de la voie verte de Roscoff à Concarneau, dénommé V7 au Schéma régional des Véloroutes et Voies Vertes de Bretagne.

## Exploitation
L'exploitation était assurée par la Société générale des chemins de fer économiques (SE) avec laquelle la Compagnie des chemins de fer de l'Ouest avait signé le 5 mars 1886, une convention d'affermage pour l'exploitation des lignes du réseau breton. Cette convention a été approuvée par décret le 5 mars 1887.

## Photos
La ligne à une longueur de 49 kilomètres et traverse les Monts d'Arrée.

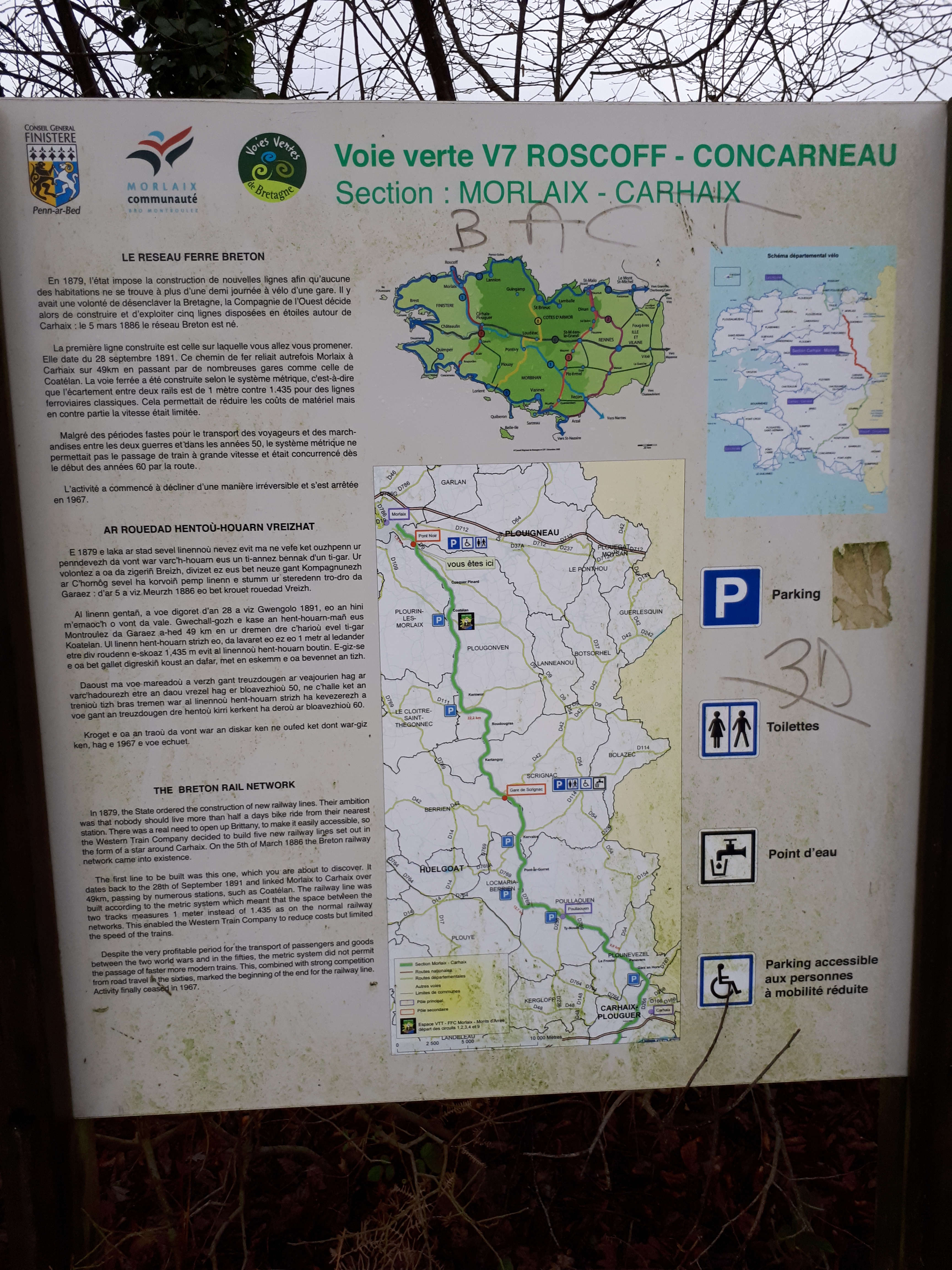
Un peu d'histoire...
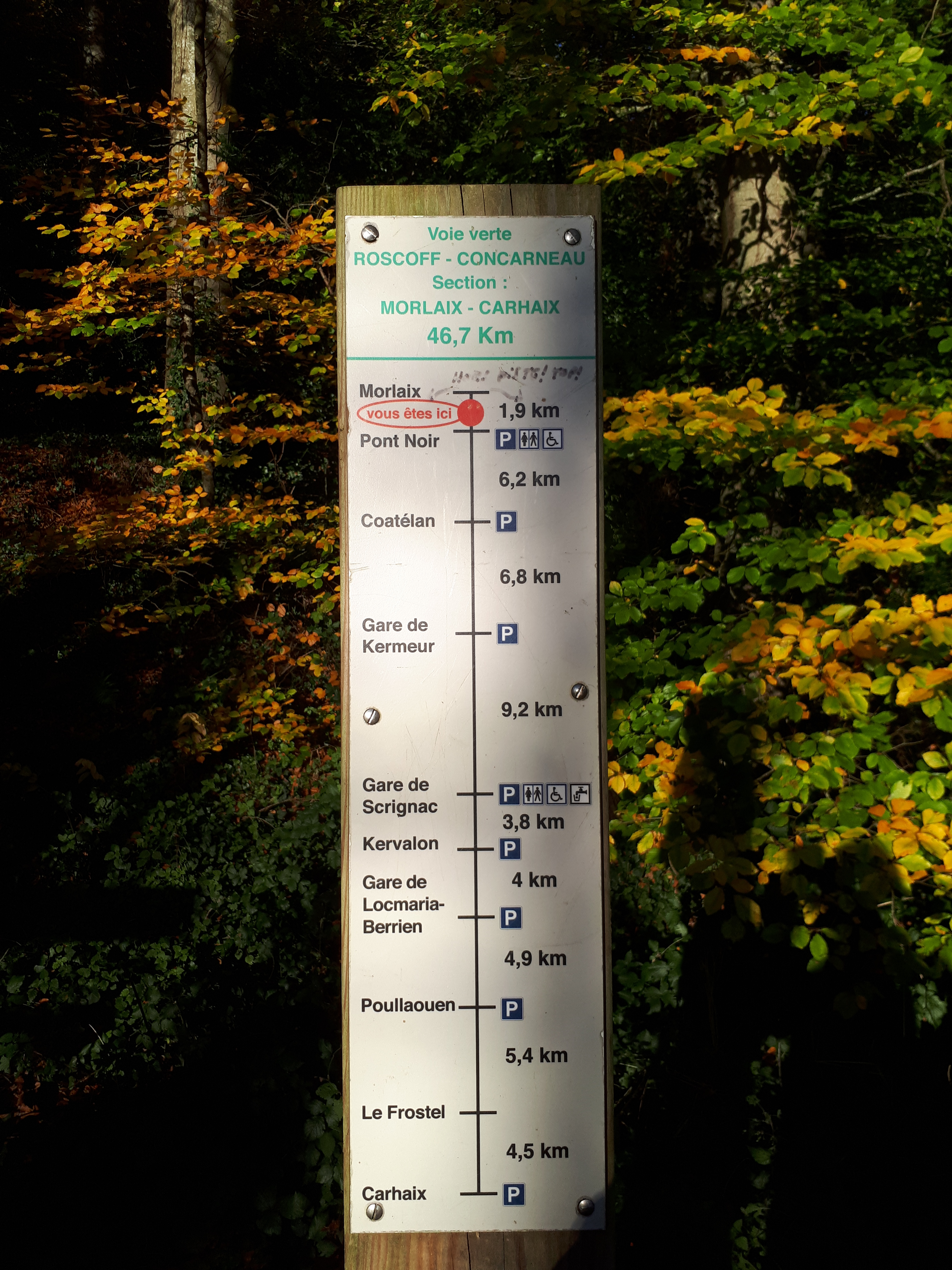
Les différents tronçons
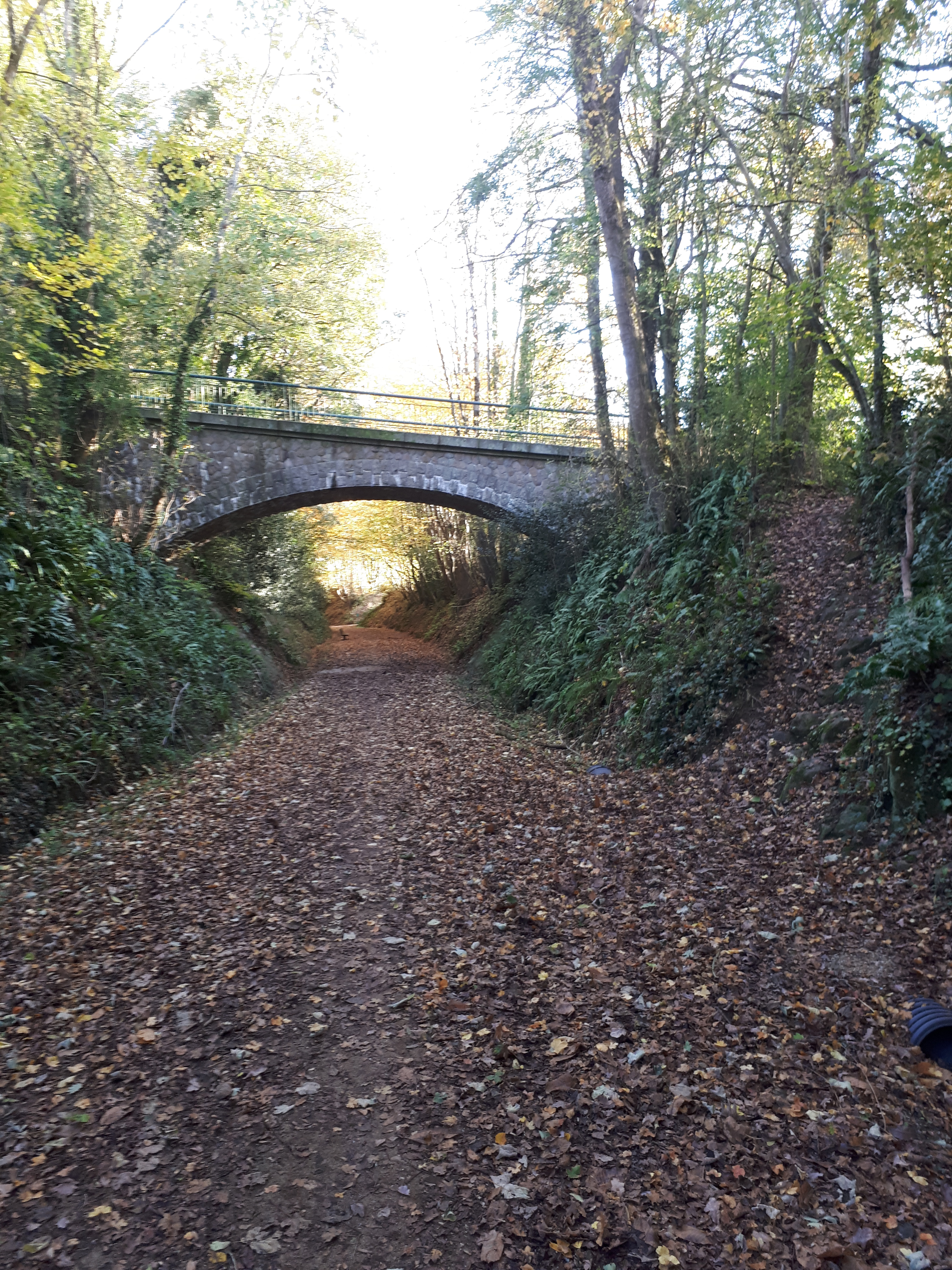
Aux environs de Morlaix, en automne
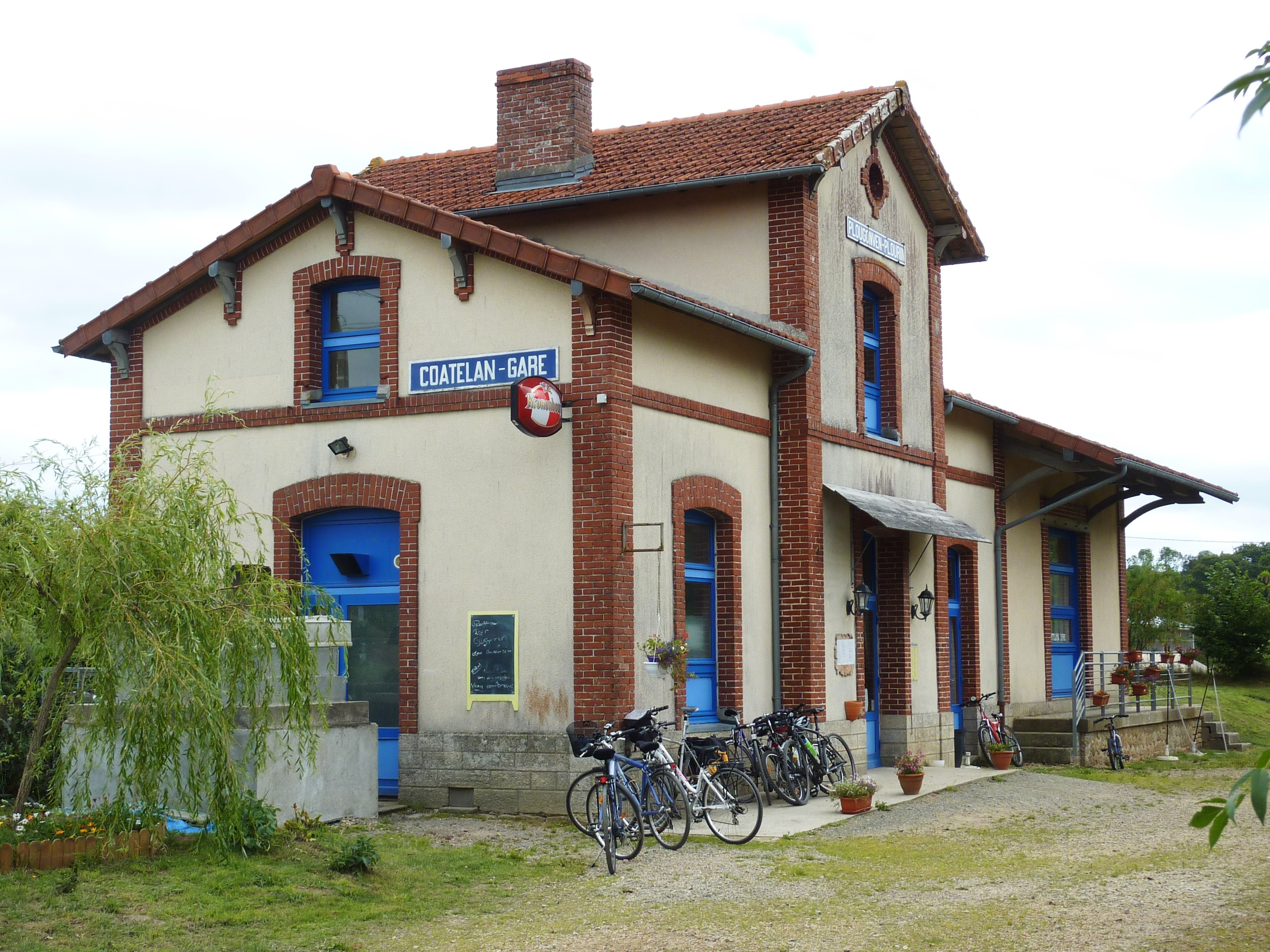
L'ancienne gare de Plougonven-Plourin, réaffectée en « Bistrot de la gare ». (aujourd'hui à l'abandon)
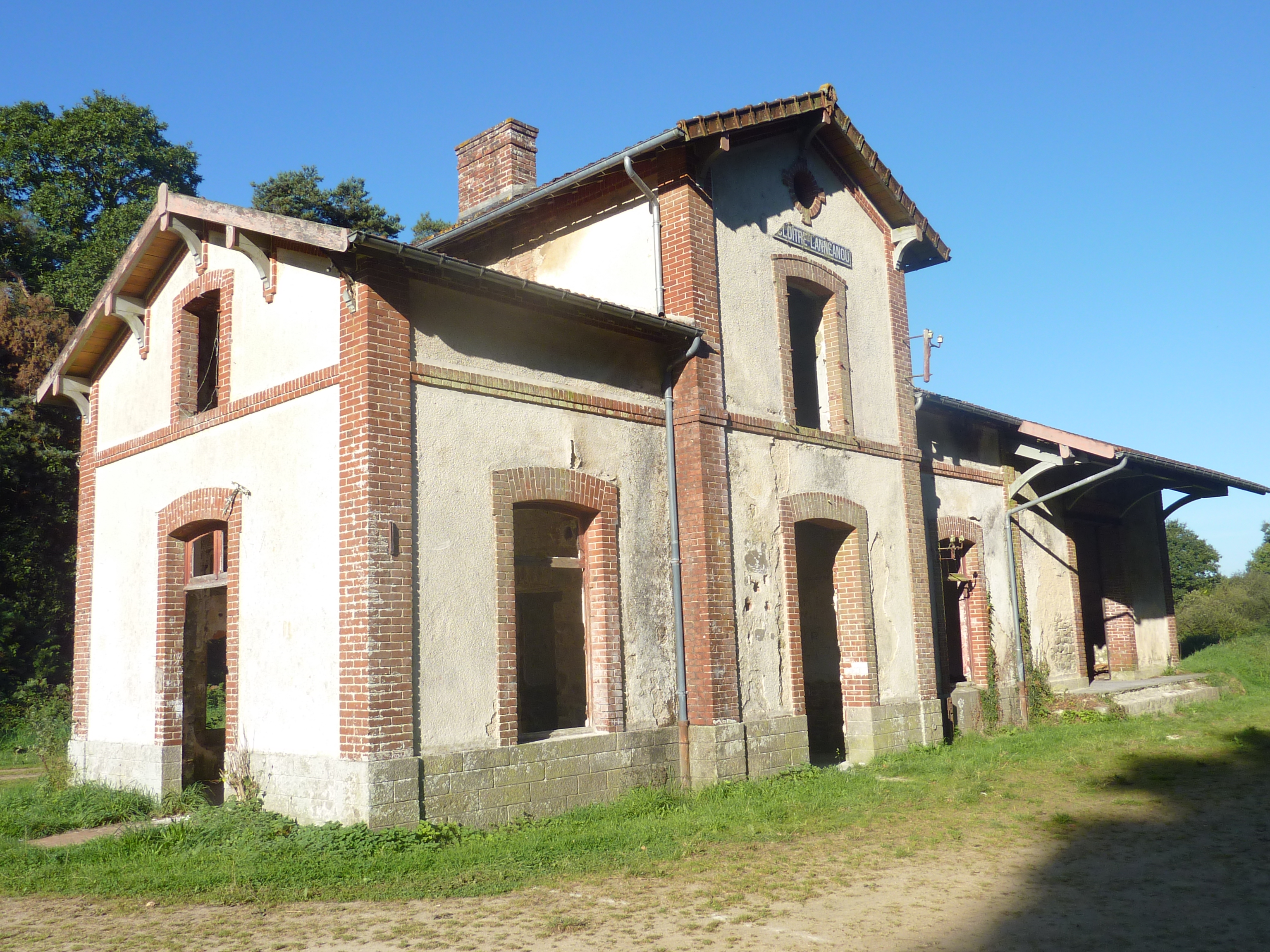
Gare de Le Cloître-Lannéanou (également appelée « Gare du Kermeur »)
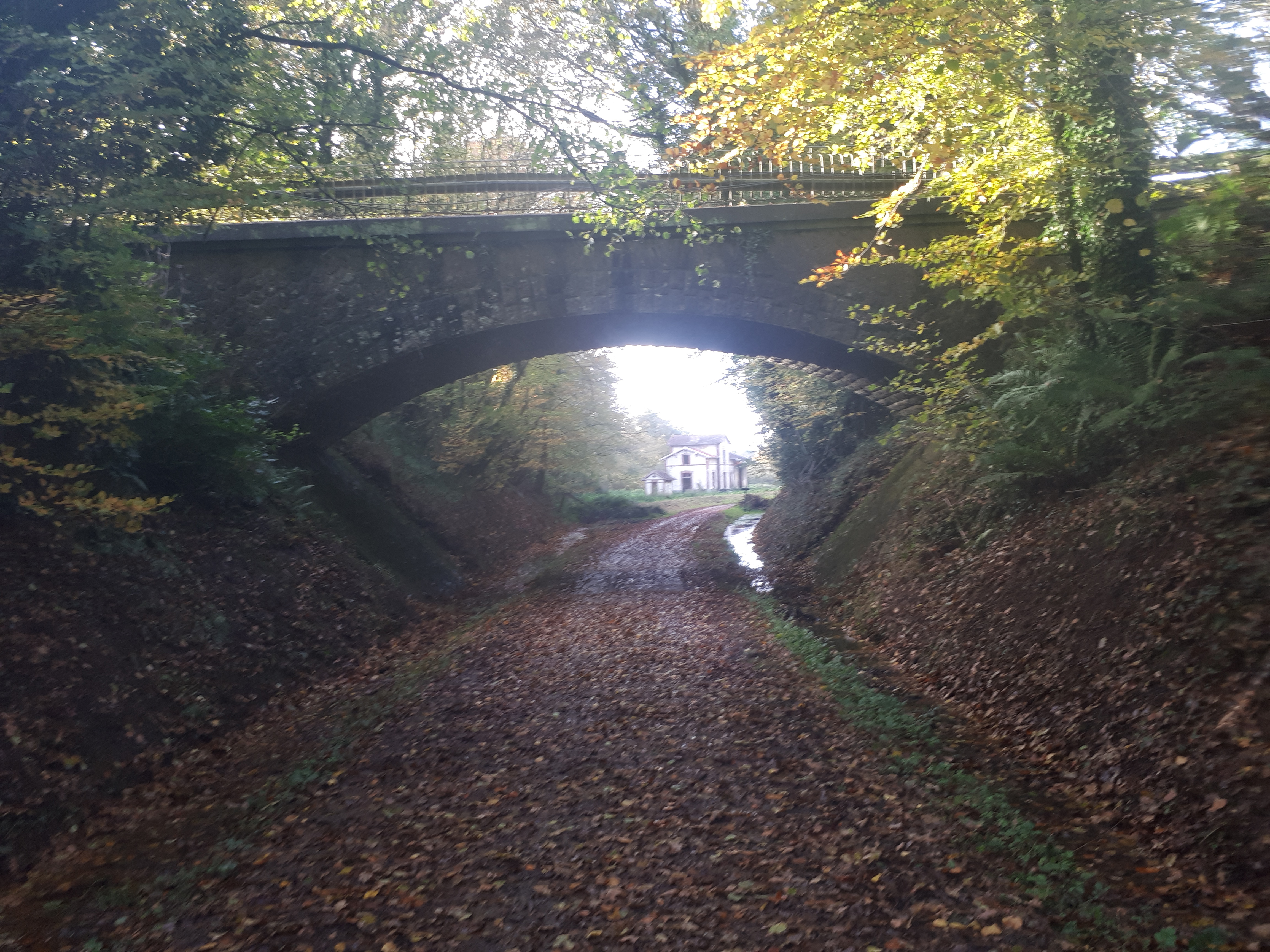
Une autre vue de la Gare du Kermeur
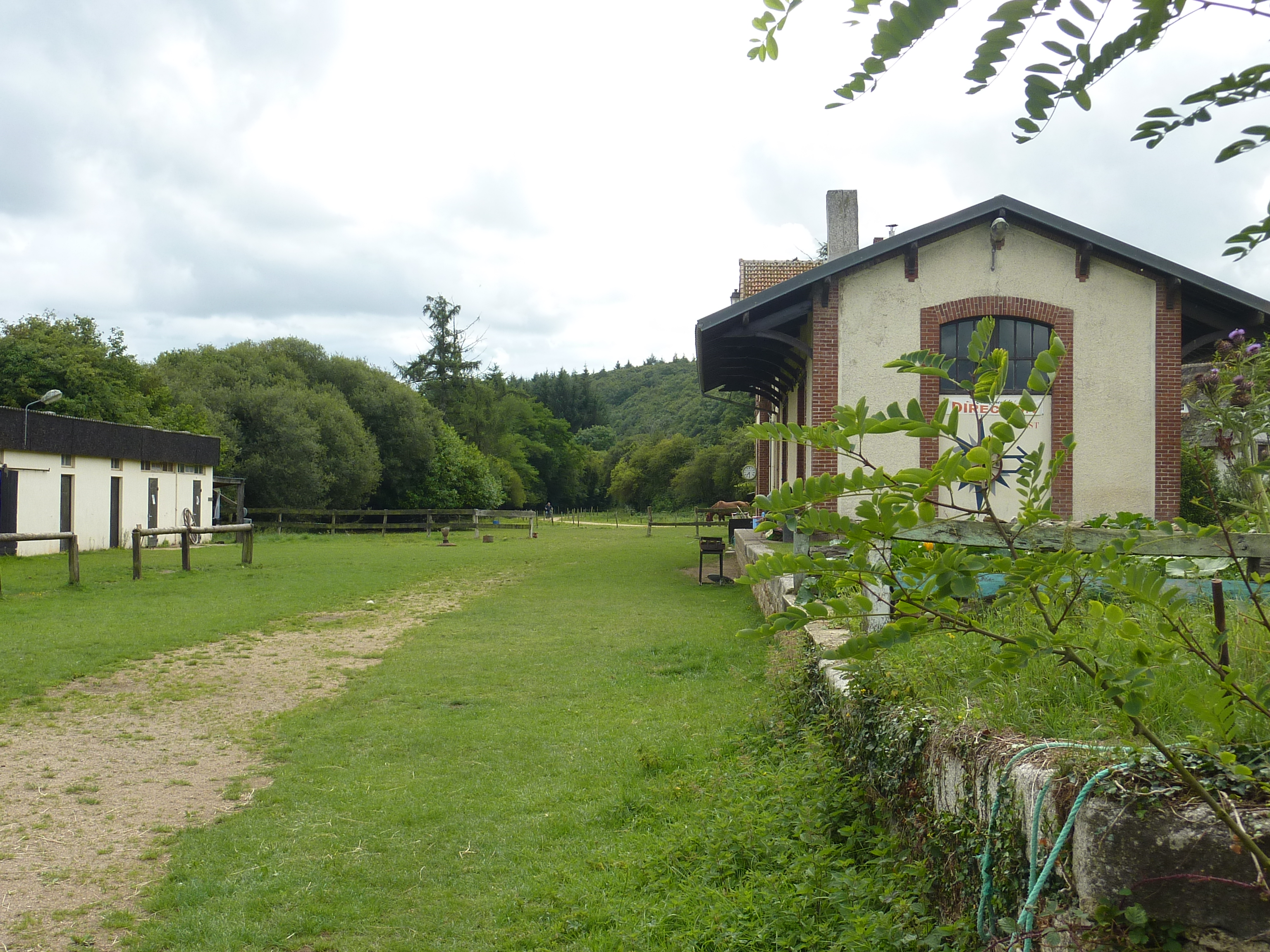
Gare de Locmaria-Berrien.